# 북대서양 조약 기구의 확장

북대서양 조약 기구의 확대 변천사

북대서양 조약 기구의 확장(영어: Enlargement of NATO, 프랑스어: Élargissement de l'OTAN)은 북대서양 조약 기구 회원국의 숫자가 늘어나는 것을 의미한다. 현재 32개 국가로 이뤄진 북대서양 조약 기구는 냉전과 탈냉전 시대를 겪으면서 그 숫자가 변화해왔다. 특히 소련이 붕괴하고 벨라루스, 몰도바 그리고 우크라이나를 제외한 동유럽 국가들이 북대서양 조약 기구에 가입하면서 크게 확장되었다. 중립 노선을 따르고 있는 아일랜드, 스위스, 몰타, 오스트리아 등은 가입하지 않으나 개별 프로그램을 통해서 협력 중이다.
이는 나토의 동진(영어: Eastward NATO expansion)으로 잘 알려져 있으며, 러시아는 이를 국가 안보에 대한 위협이라고 보며, 주변 국가들의 나토 가입에 대해 여러 번 반발해왔다. 2000년에 블라디미르 푸틴 러시아 대통령은 조지 로버트슨 나토 사무총장에게 러시아의 나토 가입 의사를 넌지시 밝힌 바가 있다. 그러나 오렌지 혁명 이후 러시아가 서방에 대한 의구심 및 적개심을 키워가며 이는 없던 일이 되었다. 러시아는 인접 국가가 나토에 가입하는 것을 강력하게 반대해왔으며, 조지아의 경우 러시아‒조지아 전쟁에서 러시아가 이를 개입하는 결과를 맞았다.
2022년부터 발생한 러시아-우크라이나 전쟁의 국면에서, 러시아는 전쟁의 원인 중 하나가 바로 우크라이나의 북대서양 조약 기구 가입 시도라고 주장하고 있다. 러시아-우크라이나 전쟁이 발생하며, 중립 노선을 지키고 있었던 핀란드와 스웨덴이 차례대로 가입하였다. 이들 중 우크라이나는 여러 차례 우크라이나의 나토 가입을 강조해왔다.

## 연혁
- 1949년: 미국, 캐나다, 프랑스, 벨기에, 영국, 네덜란드, 덴마크, 이탈리아, 포르투갈, 아이슬란드, 룩셈부르크가 북대서양 조약 기구 창설
- 1952년: 그리스, 튀르키예(당시 터키)[13][14][15]
- 1955년: 서독[16]
- 1982년: 스페인[17]
- 1999년: 체코, 헝가리, 폴란드[18]
- 2004년: 슬로바키아, 불가리아, 라트비아, 리투아니아, 에스토니아, 루마니아[19][20][21]
- 2009년: 크로아티아, 알바니아[22][23]
- 2017년: 몬테네그로[24]
- 2020년: 북마케도니아[25]
- 2023년: 핀란드[26]
- 2024년: 스웨덴[27][28]

## 같이 보기
- 북대서양 조약 기구 회원국
- 북대서양 조약 기구의 대외 관계